# Episteme lectrix
Episteme lectrix är en fjärilsart som beskrevs av Carl von Linné 1764. Episteme lectrix ingår i släktet Episteme och familjen nattflyn. Inga underarter finns listade i Catalogue of Life.